# Square Trudaine
Le square Trudaine est une voie du 9e arrondissement de Paris, en France.

## Situation et accès
Le square Trudaine est une voie située dans le 9e arrondissement de Paris. Il débute au 52, rue des Martyrs et se termine en impasse.

## Origine du nom
Il doit son nom au voisinage de l'avenue Trudaine qui porte le nom de Charles Trudaine, seigneur de Montigny (1660-1721), conseiller au Parlement de Paris et prévôt des marchands de Paris.

## Historique
Ce square est ouvert en 1929 et prend sa dénomination actuelle la même année.

## Bâtiments remarquables et lieux de mémoire
- Collège-lycée Jacques-Decour.
- Le 2 Square Trudaine fut le siège social du Réseau des Emetteurs Français l'association des radioamateurs. Désormais il est situé à Tours (37) https://web.r-e-f.org/